# تپه کاروانسرا
تپه کاروانسرا مربوط به دوره اشکانیان است و در شهرستان ابهر، بخش سلطانیه، دهستان سلطانیه، روستای قره بلاغ، ۳۰۰ متری غرب سه راه سلطانیه واقع شده و این اثر در تاریخ ۲۶ دی ۱۳۸۶ با شمارهٔ ثبت ۲۰۵۴۲ به‌عنوان یکی از آثار ملی ایران به ثبت رسیده است.